# Rhett Reese
Rhett Reese, är en amerikansk filmproducent och manusförfattare.
Reese är främst känd för sitt samarbete med Paul Wernick. Tillsammans har de skrivit filmerna Zombieland, G.I. Joe: Retaliation och Deadpool.